# Каргадос-Карахос
Каргадос-Карахос (англ. Cargados Carajos), также известны как скалы Святого Брендона (англ. Saint Brandon Rocks) — группа небольших островков (от 16 до 40) и коралловый риф в Индийском океане. Является частью Внешних островов Маврикия. Расположены в 300 км северо-восточнее острова Маврикий.

## География
Каргадос-Карахос — архипелаг в Индийском океане, расположенный примерно в 430 километрах к северо-востоку от о. Маврикий, и состоящий из нескольких песчаных отмелей и небольших островков. Архипелаг состоит из пяти групп островов (в общей сложности около 28-40 островов и островков), в зависимости от сезонных штормов и связанных с ними движений песка их количество меняется. Всего есть 22 острова и отмели, имеющих название. Архипелаг низменный и подвержен значительному погружению под воду. Общая площадь суши оценивается в 1,3 км². Экономическая деятельность в регионе ограничивается промыслом на очень обширном мелководном берегу, охватывающем около 2300 км². вокруг островов. К началу XIX века большинство островов использовалось в качестве рыболовных баз. Географически архипелаг является частью Маскаренских островов, и расположен на Плато Маскарен, образованном в результате разделения микроконтинента Маврикий, во время разделения Индии и Мадагаскара около 60 миллионов лет назад. На некоторых островах растут кокосовые пальмы.
Риф имеет протяженность более 50 километров с севера на юг и ширину 5 километров, прорезанную тремя проходами. Площадь рифа составляет 190 км². Острова богаты морской флорой и фауной, но на некоторых островах последние серьёзно пострадали от неконтролируемого присутствия крыс.

### Основные острова
- Альбатрос (Île Albatross) 16°14′28″ ю. ш. 59°35′30″ в. д.HGЯO — 1,01 км²
- Северный (North Island) 16°19′00″ ю. ш. 59°39′00″ в. д.HGЯO
- Рафаэль (Île Raphael) 16°27′00″ ю. ш. 59°37′00″ в. д.HGЯO
- Сиран (Îlot Siren) 16°28′00″ ю. ш. 59°34′00″ в. д.HGЯO
- Торт (Île Tortue) 16°28′00″ ю. ш. 59°41′00″ в. д.HGЯO — 0,13 км²
- Пирл (Île Perle) 16°31′00″ ю. ш. 59°32′00″ в. д.HGЯO
- Южный (Île du Sud) 16°32′00″ ю. ш. 59°32′00″ в. д.HGЯO
- Авокаре (Avocare Island) 16°35′00″ ю. ш. 59°40′00″ в. д.HGЯO — 0,02 км²
- Пти-Капитан (Petite Capitane) 16°36′00″ ю. ш. 59°34′00″ в. д.HGЯO
- Гран-Капитан (Grande Capitane) 16°40′00″ ю. ш. 59°50′00″ в. д.HGЯO
- Марар (Mapare Islet) 16°35′00″ ю. ш. 59°41′00″ в. д.HGЯO — 0,4 км²
- Фрегат (Île Frégate) 16°37′00″ ю. ш. 59°31′00″ в. д.HGЯO
- Поль (Îlote du Paul) 16°37′00″ ю. ш. 59°33′00″ в. д.HGЯO
- Пит-а-О (Puits A Eau) 16°39′00″ ю. ш. 59°34′00″ в. д.HGЯO
- Балеин-Рокс (Baleine Rocks) 16°41′00″ ю. ш. 59°30′00″ в. д.HGЯO
- Веронж (Île Veronge) (Verronge) 16°41′00″ ю. ш. 59°37′00″ в. д.HGЯO
- Веронж (островок) (Veronge Ilot) 16°42′00″ ю. ш. 59°38′00″ в. д.HGЯO
- Пулелер (Île Poulailer) 16°44′00″ ю. ш. 59°46′00″ в. д.HGЯO
- Пальм (Palm Islet) 16°45′00″ ю. ш. 59°35′00″ в. д.HGЯO
- Шалуп (Chaloupe) 16°49′00″ ю. ш. 59°50′00″ в. д.HGЯO
- Курсон (Courson) 16°48′00″ ю. ш. 59°30′00″ в. д.HGЯO
- Кокос (île aux Cocos) 16°50′00″ ю. ш. 59°30′00″ в. д.HGЯO — 0,5 км²

## Временные поселения
С политической точки зрения, Сен-Брандон является частью территории Маврикия и группируется на Внешних островах Маврикия вместе с Агалегой, а также Тромленом и архипелагом Чагос, на которые Маврикий претендует, но не владеет. Внешние острова определяются как «все острова, входящие в состав государства Маврикий, за исключением островов Маврикий и Родригес». Они управляются из Порт-Луи Корпорацией развития Внешних островов (OIDC), которая отвечает за их управление и развитие. По решению Судебного комитета Тайного совета от 30 июля 2008 года 13 внешних островов считались постоянным грантом для Raphael Fishing Company Ltd. На островах проживает небольшая кратковременная популяция (в основном рыбаки), насчитывающая 63 человека в день переписи населения в 2001 году. Основная часть этого временного населения, около 40 человек, проживает в Иль-Рафаэле, а небольшие поселения существуют в Авокаре, Коко и Иль-дю-Суде. На островке Рафаэль (Raphael) находится частная рыболовная станция (не менее 35 рабочих, в сезон до 800), также на островах находится метеорологическая станция (8 человек в 1996 году). Небольшие поселения на островках Авокаре (Avocaré), Кокос (Cocos) и Южный (Sud). Поселение на острове Альбатрос (Albatross) заброшено в 1988 году.